# Liješnje (gmina Kolašin)
Liješnje (cyr. Лијешње) – wieś w Czarnogórze, w gminie Kolašin. W 2011 roku liczyła 28 mieszkańców.